# Davide Taini
Davide Taini (Rapperswil, 7 dicembre 1976) è un ex calciatore svizzero, di ruolo portiere, preparatore dei portieri dello Zurigo.

## Palmarès

### Club
- Campionato svizzero: 1

Zurigo: 2005-2006
- Coppa Svizzera: 2

Zurigo: 2004-2005
Grasshoppers: 2012-2013